# Iskatelej
Iskatelej è un insediamento di tipo urbano nel Circondario autonomo dei Nenec. È il capoluogo dell'unico rajon esistente, lo Zapoljarnyj rajon.